# 2746 Гісао
2746 Гісао (2746 Hissao) — астероїд головного поясу, відкритий 22 вересня 1979 року.
Тіссеранів параметр щодо Юпітера — 3,621.